# 7人制ラグビー女子スコットランド代表
7人制ラグビー女子スコットランド代表（7にんせいラグビーじょしスコットランドだいひょう 英: Scotland women's national rugby sevens team）は、ラグビーの代表チームである。定期的にヨーロッパ女子ラグビーセブンズに出場してきた。スコット・ワイト監督（Scott Wight）は2017年に就任、ビアリッツで開かれたワールドラグビー女子セブンズ2018-19シリーズ最終戦に招待されフランス女子セブンズと対戦、トーナメントの成績は11位だった。
コモンウェルスゲームズに女子ラグビーが導入された2018年以降、初めて出場権を得ており、2022年ゲームズ（バーミンガム）でデビューする予定。

## スコッド
ラグビーワールドカップセブンズ2013の最終予選に派遣したスコッド
- エリザベス・ルイーズ・ダルグリッシュ
- イヴィー・テレーズ・フォースバーグ
- ルース・スレイヴン
- ローラ・スティーブン
- メーガン・ガフニー
- リサ・マーティン
- サラ・ディクソン
- ケイティグリーン
- アナベル・サージェント
- ステファニージョンストン
- ローレン・ハリス
- サラ・ロウ